# 石川優美子
石川 優美子（いしかわ ゆみこ、1960年 - ）は、日本の女性プロアングラーのパイオニア。
有限会社オフィス・ユーカリ代表。通称「Neiちゃん」。ユニチカフィッシングラインプロスタッフ。富士工業プロスタッフ。MIZUNOスポーツプロスタッフ等を経験(継続中のものもある)。
アメリカをはじめ、アマゾン・フィジー・メキシコ・ニューカレドニア、ロシア等、世界のフィールドへの遠征や原稿執筆、TV出演、タックルの開発など多忙な日々を過ごしている。

## 経歴
和竿職人の長女として秩父の山間に生まれる。幼少の頃より自然に親しんで釣りを覚え、現在はルアーフィッシングを中心にトラウトやバス、ソルトウォーターなどさまざまなジャンルの釣りをこなす。
1999年に開発したMechaは、日本初のソリッドティップを搭載したファストテーパートラウトロッドとして注目を集め現在も尚、その影響は多大である。

### 戦績
1980年度　スウェーデン　ABU社主催、モラム川パイクの部準優勝
1990年度　東山湖ミッチェルトラウトフェスタ優勝
1991年度　東山湖ミッチェルトラウトフェスタ準優勝
1992年度　東山湖ミッチェルトラウトフェスタ準優勝
1996年度　シイラオフショアの部JGFA日本記録
1999年度　アブラソコムツオフショアの部IGFA世界記録
2000年度　IGFA１０LBバスクラブ認定（その他多々）
1999年度　USA　スワニーバス、フロリダランカー記録
2001年度　BASS　MASTERS　CLASSIC　プレスアングラー
2001年度　US　OPEN　参戦
2002年度　BASS　MASTERS　CLASSIC　プレスアングラー
2002年度　US　OPEN　参戦
2003年度　JLBA長門川戦準優勝
2004年度　JLBA長門川戦優勝

## 雑誌
- アングリング
- タックルボックス
- Basser
- バスワールド
- アングリングファン

## TV出演
- 所さんの目がテン!
- NHK
- 釣り天狗（TV静岡）
- スカパー